# Hygrochroma ojeda
Hygrochroma ojeda là một loài bướm đêm trong họ Geometridae.